# Franc Robič
Franc Robič (* 2. April 1841 in Lembach (Limbuš), Untersteiermark; † 29. August 1913 in Marburg) war Bezirksschulinspektor und Abgeordneter zum Österreichischen Abgeordnetenhaus.

## Leben
Franc Robič war Sohn des gleichnamigen Land- und Gastwirts Franc Robič. Nach dem Besuch einer Lehrerbildungsanstalt wurde er Volksschullehrer in Judenburg und in St. Lambrecht. Nach 1863 wurde er Realschullehrer in Hernals (erst seit 1892 zur Stadt Wien gehörig). Ab 1871 war er Hauptlehrer an der Lehrerbildungsanstalt in Marburg. Von 1889 bis 1890 und ab 1896 wurde er beurlaubt, im Jahr 1907 ging in den Ruhestand. Von 1873 bis 1890 war er auch Bezirksschulinspektor für den Bezirk Marburg und von 1876 bis 1887 auch für den Bezirk Radkersburg. Nebenbei war er auch Landwirt (vor allem Weinbau) in Lembach bei Marburg.
Im Jahr 1883 war er Mitgründer und Obmann des Obst- und Weinbauvereins für den Bezirk Marburg Umgebung. Ab 1903 war er Mitglied des Zentralausschusses der steiermärkischen Landwirtschaftsgesellschaft.
Franc Robič war römisch-katholisch und ab 1876 verheiratet mit Karolina Lorber, mit der er zwei Töchter und drei Söhne hatte, wobei eine Tochter schon 1901 und auch ein Sohn jung verstorben ist.
Er war von 1890 bis 1913 Mitglied im steiermärkischen Landtag (VII., VIII., IX. und X. Wahlperiode). Von 1897 bis 1913 war er auch im Landesausschuss.

## Politische Funktionen
Franc Robič war von 1891 bis 1907 Abgeordneter des Abgeordnetenhauses im Reichsrat (VIII., IX. und X. Legislaturperiode), Kronland Steiermark, Wählerklasse Landgemeinden 7 (Marburg, Windisch-Feistritz, Gonobitz, Windischgratz, Mahrenberg).

## Klubmitgliedschaften
Franc Robič war ab 1891 im Klub der Konservativen und ab 1897 im slowenisch-katholischen Slavischen christlich-nationalen Verband (Slovanska krščanska-narodna zveza). Ab 1901 war er im Slovenisch-kroatischen Klub (Kroatsko-slovenski Klub) und ab dem 10. Juni 1902 im slowenisch-katholischen Slawischen Verband (Slovanska zveza).